# 蘭嶼絡石
蘭嶼絡石（学名：Trachelospermum lanyuense）为夾竹桃科絡石屬下的一个种。

## 扩展阅读
- 維基物種上的相關：蘭嶼絡石